# Бирсент Карагарен
Бирсент Карагарен е български футболист, полузащитник. Роден е на 6 декември 1992 г. в Асеновград. Настоящ играч на Арда.  Двукратен носител на Купата на България с Локомотив Пловдив през 2019 и 2020 г., носител на Суперкупата на България през 2020 г. и сребърен медалист в Първа лига за сезон 2020/21.

## Кариера
Бирсент Карагарен е юноша на Локомотив (Пловдив). През 2012 г. подписва първи професионален договор с Волов (Шумен), който се състезава в Б група. Шест месеца по-късно преминава в елитния Етър (Велико Търново). Там той записва 2 мача в А група като дебютът му е срещу родния му Локомотив (Пловдив) на Стадион „Локомотив“.
През 2013 г. подписва с Верея (Стара Загора) като записва изключително силни мачове и отбелязва 23 гола в 28 мача за клуба. 
През 2014 г. Локомотив (Пловдив) си връща играча и подписва договор с Бирсент Карагарен за 3 години. Той вкарва 10 гола в 62 мача за пловдивчани. Карагарен става любимец на феновете след четвъртфинален мач реванш за Купата на България изигран на 28 октомври 2014 г., където Локомотив побеждава Ботев (Пловдив) с 1:2 в Коматево като точно той вкарва победния гол в 90-тата минута за пълния обрат и класира черно-белите за полуфиналите.
През 2017 г. преминава в Дунав (Русе) като помага на отбора да запише рекордното за русенци 4 място в класирането на Първа лига и да запишат участие в квалификациите на Лига Европа след близо 40 години пауза срещу казахстанския Иртиш (Павлодар). За Дунав (Русе) записва 52 мача, в които отбелязва 11 гола.
Бирсент Карагарен се завръща отново на 1 юли 2018 г. в Локомотив (Пловдив) като подписва договор за срок от 3 години. В този период идват и най-големите успехи на играча. С родния си клуб Карагарен печели два пъти поред Купата на България през 2018/19 и 2019/20 и Суперкупата на България през 2020г. Става също вицешампион на България през сезон 2020/21. За Локомотив (Пловдив) има 9 мача в Европейските клубни турнири, 22 мача и 6 гола в турнира за Kупата на България и 2 мача за Суперкупата на страната. На 23 април 2021 г. Карагарен преподписа договора си с черно-белите. 
На 11 октомври 2019 г. Карагарен записва дебют за националния отбор на България в европейската квалификация срещу Черна гора завършила 0:0.

## Успехи
Локомотив (Пловдив)
- Купа на България (2 пъти) – 2018/19, 2019/20
- Суперкупа на България (1 път) – 2020
- Вицешампион (1 път) – 2020/21